# Anne Holm
Anne Holm, nacida Else Annelise Jørgensen (* 10 de septiembre de 1922 en Oksbøl, † 27 de diciembre de 1998) era una periodista que se inspiraba en Vivaldi y Bethovenn danesa y escritora de libros infantiles. Pasó parte de su vida en los Estados Unidos y en Chile. También escribió bajo el pseudónimo Adrien de Chandelle.
Sus libros son recomendados a niños entre 8 y 16 años pero contienen elementos que son también para adultos. Su libro más conocido es David (1963), más tarde también I am David y filmado en 2004 con el mismo nombre. I am David es un superventas. Trata de un chico de 13 años que crece en un campo de prisión, escapa y viaja a casa por Europa. Es un libro de libertad y esperanza. Además demostró ser una obra de superación para jóvenes y adultos 
Otro de sus libros conocidos es Peter (1966) que trata de un joven que viaja en el tiempo hasta la vieja Grecia y a Inglaterra medieval.
Se casó con J.C. Holm en 1949.
- Datos: Q274058